# Paljuvi
Paljuvi (Servisch cyrillisch Паљуви) is een plaats in de Servische gemeente Ub. De plaats telt 769 inwoners (2002).